# Азиатски ястреб
Азиатският ястреб (Accipiter gularis) е вид птица от семейство Ястребови (Accipitridae). Видът е незастрашен от изчезване.

## Разпространение
Разпространен е в Бруней Даруссалам, Камбоджа, Китай, Хонконг, Индия, Индонезия, Япония, Корея, Лаос, Макао, Малайзия, Монголия, Мианмар, Филипини, Русия, Сингапур, Тайван, Тайланд и Виетнам.